# Priaboniano
| Periodo                                                                                     | Epoca               | Piano          | Età (Ma)    |
| ------------------------------------------------------------------------------------------- | ------------------- | -------------- | ----------- |
| Neogene                                                                                     | Miocene             | Aquitaniano    | Più recente |
| Paleogene                                                                                   | Oligocene           | Chattiano      | 27,30       |
| Paleogene                                                                                   | Oligocene           | Rupeliano      | 33,9        |
| Paleogene                                                                                   | Eocene              | Priaboniano    | 37,71       |
| Paleogene                                                                                   | Eocene              | Bartoniano     | 41,03       |
| Paleogene                                                                                   | Eocene              | Luteziano      | 48,07       |
| Paleogene                                                                                   | Eocene              | Ypresiano      | 56,00       |
| Paleogene                                                                                   | Paleocene           | Thanetiano     | 59,24       |
| Paleogene                                                                                   | Paleocene           | Selandiano     | 61,66       |
| Paleogene                                                                                   | Paleocene           | Daniano        | 66,00       |
| Cretacico                                                                                   | Cretacico superiore | Maastrichtiano | Più antico  |
| Suddivisione del Paleogene secondo la Commissione internazionale di stratigrafia dell'IUGS. |                     |                |             |

Nella scala dei tempi geologici, il Priaboniano è l'ultimo dei quattro piani in cui è suddiviso l'Eocene, che a sua volta è la seconda epoca del periodo del Paleogene, nell'era del Cenozoico.
Inizia circa 37,71 milioni di anni fa per concludersi 33,9 milioni di anni fa. È preceduto dal Bartoniano e seguito dal Rupeliano, il primo piano del successivo Oligocene.

## Origine
Il nome deriva dalla località di Priabona, situata nel comune di Monte di Malo, provincia di Vicenza, sui Monti Lessini Orientali (Italia), dove gli strati priaboniani sono particolarmente caratteristici.
L'istituzione del Priaboniano risale al 1893, quando due geologi francesi, Ernest Munier-Chalmas ed Albert Auguste Cochon de Lapparent proposero alla comunità scientifica internazionale lo stratotipo di Priabona.
Lo stratotipo Priaboniano è un importante punto di riferimento per ricercatori e studiosi necessario al riconoscimento dell'età di rocce analoghe in tutto il mondo ed è anche un valido elemento didattico proposto spesso come esempio e modello.

## Limiti cronostratigrafici
Il limite inferiore del piano stratigrafico Priaboniano è dato dalla comparsa di nanoplancton calcareo della specie Chiasmolithus oamaruensis, che forma anche la base della biozona nanoplanctonica NP18.
Il limite superiore (che forma la base del successivo piano Rupeliano dell'Oligocene) è dato dall'estinzione dei foraminiferi del genere Hantkenina.

## Caratteristiche
Le caratteristiche principali dello stratotipo sono la composizione litologica marnosa e la peculiarità dei fossili in essa contenuti: molluschi, lamellibranchi, echinidi, crostacei, briozoi e foraminiferi (Discocicline, Operculine, Asterocicline e Nummuliti).
La definizione di stratotipo del Priaboniano è stata accettata ed adottata dalla comunità scientifica internazionale (Colloque sur l'Éocène, Parigi, 1968).

## Forme di vita
Tra i 36 ed i 34 milioni di anni fa si estende il genere fossile Apidium, appartenente alle protoscimmie dell'infraordine Catarrine, superfamiglia Parapithecidae, presunta antenata comune fra le Scimmie antropomorfe (la superfamiglia dell'uomo) e la superfamiglia Cercopithecoidea (le altre scimmie del vecchio mondo).
Intorno ai 35 milioni di anni fa si ha la presunta comparsa, in Africa, dell'Aegyptopithecus zeuxis, protoscimmia della superfamiglia Cercopithecoidea e famiglia Propliopithecidae, con resti fossili ritrovati in Egitto.